# Фероелектричний перехід
Фероелектричний перехід (англ. ferroelectric transition, рос. ферроэлектрический переход) — фероїчний перехід з одного фероелектричного в інший фероелектричний або параелектричний або антифероелектричний стан. В антифероелектричному переході індивідуальні диполі стають впорядкованими антипаралельно до сусідніх диполів, внаслідок чого загальна спонтанна поляризація дорівнює нулю. Фероелектрично/антифероелектричний переходи також відбуваються в рідиннокристалічному стані. 